# جوردن أمارتي
ماك جوردن أمارتي (بالإنجليزية: Mac Jordan Amartey)‏ (وُلد عام 1936 وتُوفيَّ عام 2018) كان ممثلًا غانيًا. حيثُ لعب دورًا رئيسيًا في العديدِ من الأفلام الغانيّة ومنها اكتسبَ شعبيّة محلية كبيرة إلى أن فارق الحياة عن عمرٍ ناهزَ الـ 82 سنة بعد معاناةٍ طويلةٍ من مرض السكري.

## المسيرة المهنيّة
بدأ ماك جوردن في الحصول على دورٍ ثانويّ في بعض الأفلام الغانيّة، ثمّ ترقَّى سريعًا فبدأ في الحصولِ على أدوار البطولة حيثُ كان بطل المسلسل التلفزيوني آيديكوكو (بالإنجليزية: Idikoko)‏ ومنه كسب شعبية كبيرة في الداخل الغاني. عانى ماك جوردن أمارتي من مشاكل صحيّة جمّة أثرت نوعًا ما على مشوارهِ الفنيّ وعلى وجودهِ في الساحة حيثُ بُثرت في عام 2017 – قبل عامٍ واحدٍ من وفاته – ساقه ورُكِّبت له ساقٌ صناعيّة بسبب مرض السكري.

## قائمة أعماله
هذه قائمةٌ بأبرز أعمال ماك جوردن موراتي:
- مسائل القلب (بالإنجليزية: Matters of the Heart)‏ (1993)[15]
- النجم الأسود (بالإنجليزية: Black Star)‏ (2006)[16]
- العائد 2 (بالإنجليزية: The Returnee 2)‏ (1995)[17]
- ضحية الحب (بالإنجليزية: Victim of Love)‏ (1998)[18]

## رابط خارجي
- جوردن أمارتي في قاعدة بيانات الأفلام على الإنترنت